# Колібрі-смарагд
Колі́брі-смара́гд (Chlorostilbon) — рід серпокрильцеподібних птахів родини колібрієвих (Trochilidae). Представники цього роду мешкають в Мексиці, Центральній і Південній Америці.

## Види
Виділяють десять видів:
- Колібрі-смарагд садовий (Chlorostilbon assimilis)[6]
- Колібрі-смарагд західний (Chlorostilbon melanorhynchus)[7]
- Колібрі-смарагд колумбійський (Chlorostilbon gibsoni)[8]
- Колібрі-смарагд синьохвостий (Chlorostilbon mellisugus)
- Колібрі-смарагд золотистий (Chlorostilbon olivaresi)
- Колібрі-смарагд золоточеревий (Chlorostilbon lucidus)
- Колібрі-смарагд золотохвостий (Chlorostilbon russatus)
- Колібрі-смарагд вузькохвостий (Chlorostilbon stenurus)
- Колібрі-смарагд венесуельський (Chlorostilbon alice)
- Колібрі-смарагд короткохвостий (Chlorostilbon poortmani)

За результатами молекулярно-філогенетичних досліджень 2014 і 2017 років, які показали поліфілітичність роду Chlorostilbon, низку видів, яких раніше відносили до цього роду, було переведено до відновлених родів Cynanthus і Riccordia.

## Етимологія
Наукова назва роду Chlorostilbon походить від сполучення слів дав.-гр. καμπυλος — вигнутий і πτερος — крила.